# 西政治
西政治（1977年5月29日—），前日本職業足球員，日本20歲以下足球代表隊成員。

## 俱乐部生涯
1996年，西政治在福岡黃蜂开始足球生涯。2003年转会至甲府風林，同年引退。

## 日本國家足球隊
西政治参加了1997年世界青年錦標賽。

## 外部連結
- （日語）J.League Data Site （页面存档备份，存于）